# Curver Benelux BV
Curver Benelux BV, bekend van de merknaam Curver, is een van oorsprong Nederlandse producent van huishoudelijke artikelen van kunststof. De producten van het bedrijf worden verkocht door winkelketens in Europa en daarbuiten. Curver begon in 1949 als klein familiebedrijf en werd een van de pioniers in het gebruik van kunststoffen bij de fabricage van producten voor dagelijks gebruik. Het bedrijf maakt anno 2015 deel uit van de grootste producent van kunststofartikelen in Europa.
Het hoofdkantoor voor de Benelux is gevestigd in Rijen (Noord-Brabant). Curver is onderdeel van EPG "European Plastic Group" met productie locaties in Nederland, België, Hongarije, Luxemburg, Polen, het Verenigd Koninkrijk en Spanje. Er zijn  verkoopkantoren in veel Europese landen. Het bedrijf heeft ongeveer duizend medewerkers in heel Europa. Eigenaar van de "European Plastic Group" is het Israëlische bedrijf "Keter group".

## Geschiedenis

### Van glas naar kunststof

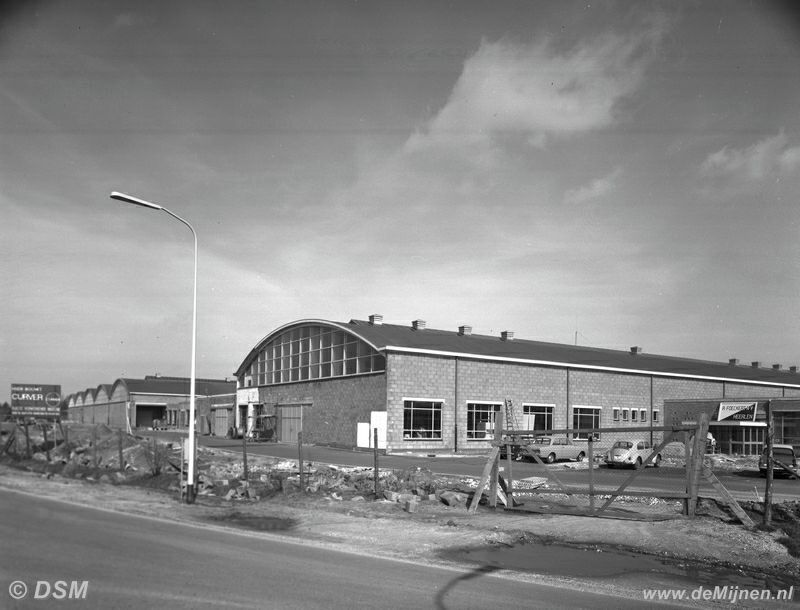
Voormalig Curver-pand te Brunssum

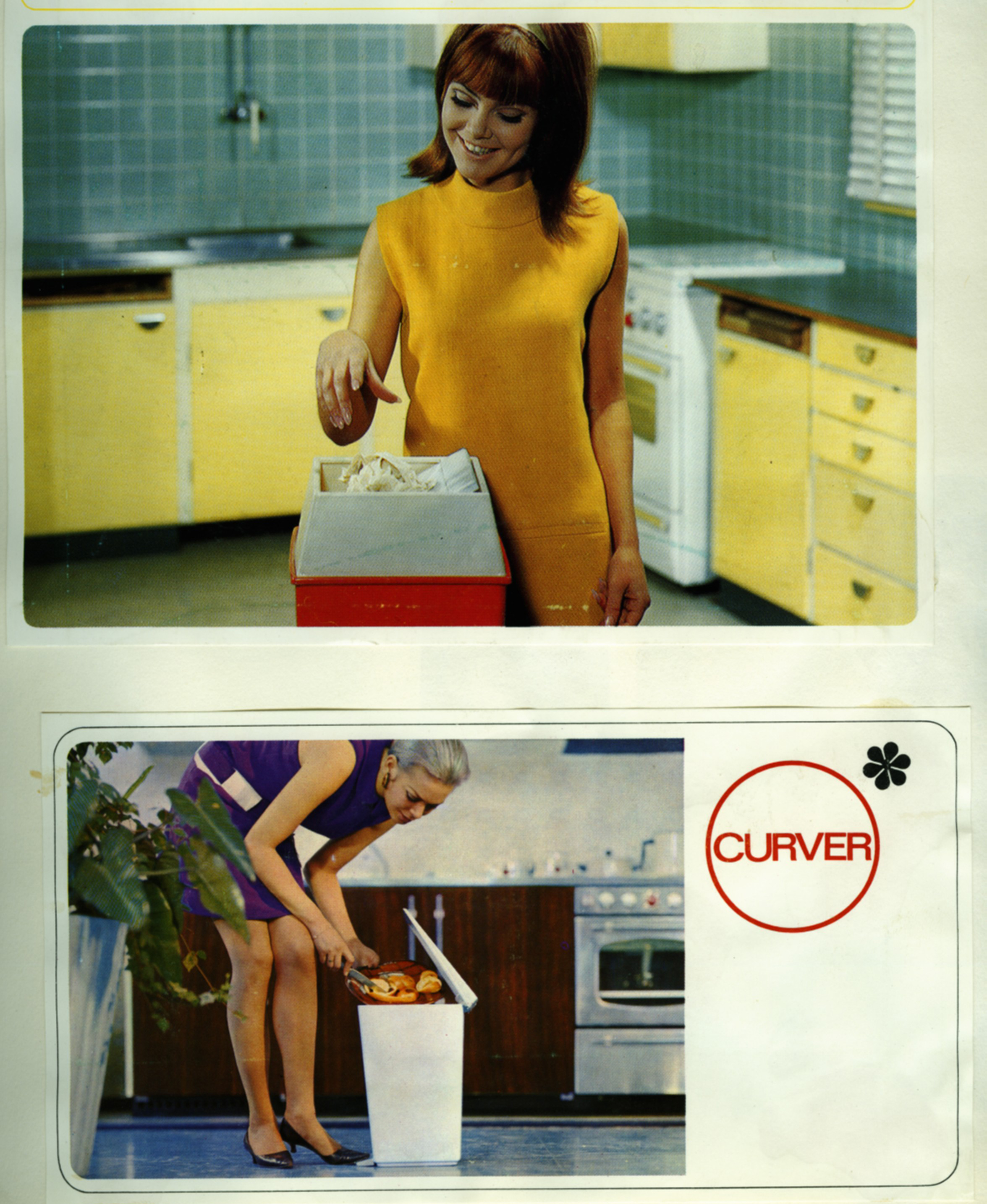
Eerste generatie pedaalemmers

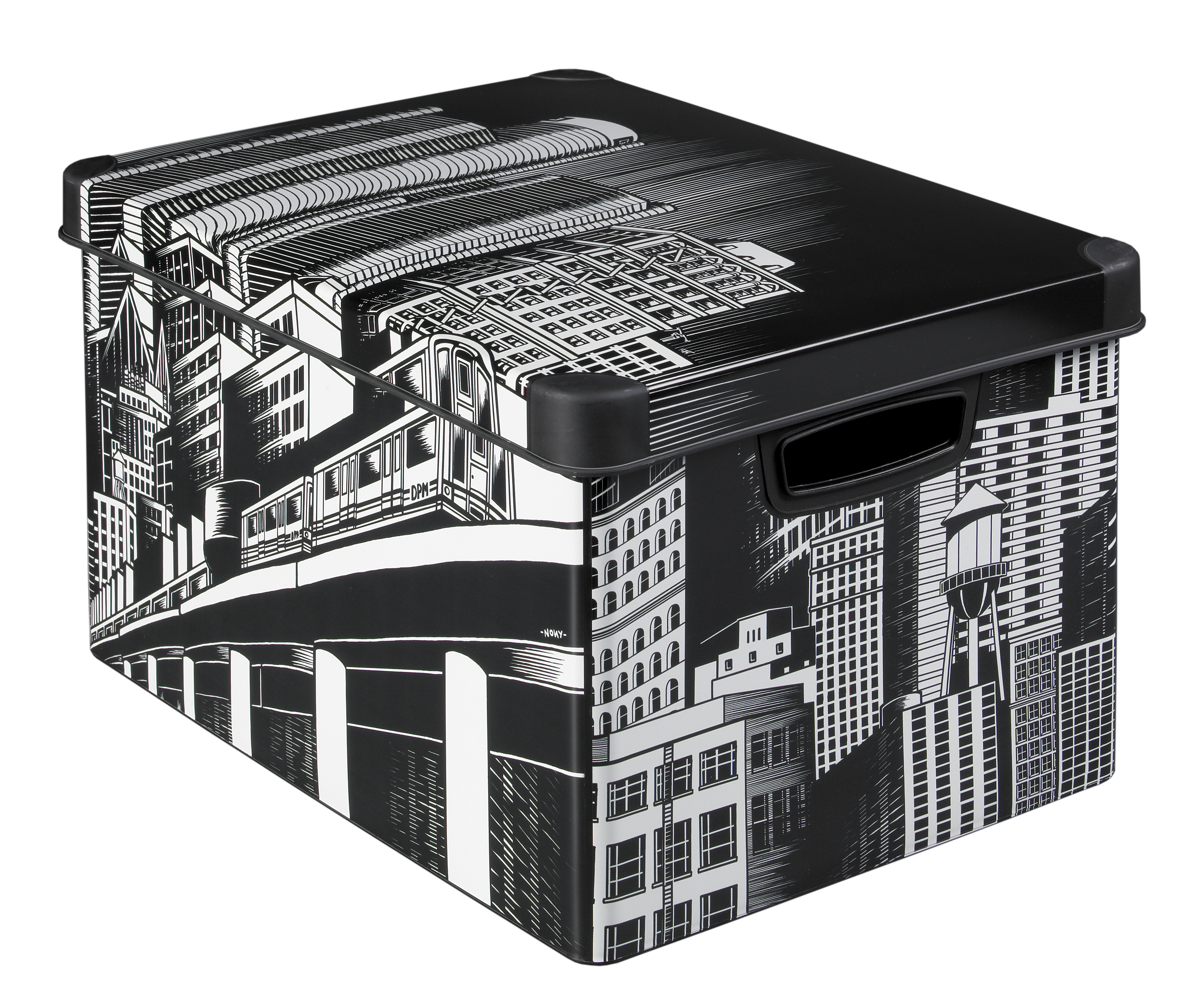
Decobox

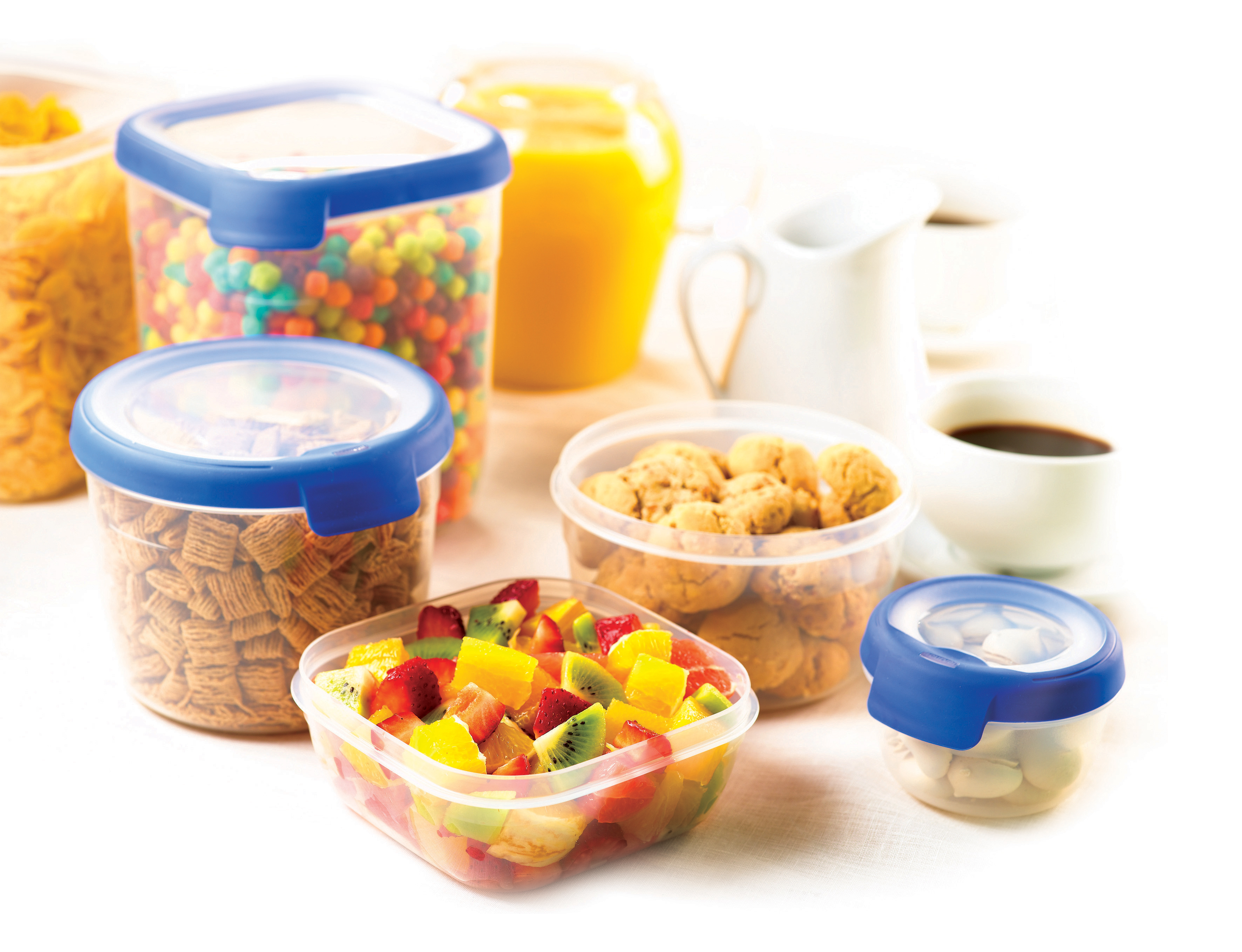
Vershouddozen

De zwagers Pierre Curtius en Ad Verschuren starten in mei 1949 in Tilburg met het produceren van buisglas voor de farmaceutische en cosmetische industrie. Het bedrijf kreeg de naam Curver, een samentrekking van de achternamen van initiatiefnemers. Drie jaar later verhuisde het bedrijf naar het nabijgelegen Rijen.
Vanaf 1954 maakte Curver de afsluitdopjes van hun buisglas uit plastic. Veel bedrijven stonden toen nog sceptisch tegenover het gebruik van kunststof. Men wees op de degelijkheid van traditionele materialen als hout, metaal en glas. Omdat Curver als een van de eerste ondernemingen oog heeft voor de mogelijkheden van kunststof ontwikkelt het bedrijf zich tot trendsetter op dit gebied.
De productie van kunststof producten breidde zich snel uit. Het bedrijf bracht sterke, duurzame kopieën in opvallende kleuren op de markt van traditionele huishoudelijke artikelen als opbergboxen, flessendragers, wasmanden, naaidozen en afvalbakken.

### Staatsmijnen
In 1966 nam NV Staatsmijnen, het huidige DSM, een belang van 40 procent in Curver. In de periode dat de steenkolenmijnen in Limburg dicht gingen zocht het bedrijf naar alternatieve werkgelegenheid. Een jaar later opende Curver een fabriek in Brunssum die tot 2001 in productie bleef.
In 1968 sloot Curver de fabriek in Tilburg waar het buisglas werd geproduceerd. Sindsdien concentreert het bedrijf zich volledig op kunststof: van huishoudelijke producten en verpakkingsmaterialen tot en met industriële toepassingen. In 1972 nam DSM het bedrijf volledig over.

### Groei
In de jaren tachtig groeide Curver sterk. Door overname van buitenlandse bedrijven, onder meer in Spanje en Frankrijk werd het bedrijf al in de jaren tachtig een van de grootste kunststof-producenten van Europa. Vanaf 1987 houdt Curver zich alleen nog bezig met huishoudelijke artikelen: producten voor in en om het huis en voor vrijetijdsbesteding. Diverse fabrieken in Europa zorgen voor de productie.

### Nieuwe eigenaren
In 1998 werd Curver door DSM verkocht aan de Amerikaanse concurrent Rubbermaid Inc. In 2005 werden de Europese activiteiten van Rubbermaid en Curver ondergebracht in de European Plastic Group, een onderdeel van de Israëlische bedrijvengroep Keter. Deze groep behoort wereldwijd tot de grootste producenten en leveranciers van kunststof consumentenproducten. Andere bedrijven die tot de Keter group behoren zijn Jardin, Keter, Allibert home en Hovac.

## Curver en het milieu
Curver gebruikt sinds 1984 geen kleurstoffen meer met giftige zware metalen. Begin jaren negentig introduceerde Curver op alle producten een recyclingcode. Door middel van een cijfercode kan een afvalverwerker zien met welke soort kunststof hij te maken heeft. Dit maakt het scheiden en verwerken van de verschillende soorten kunststof eenvoudiger. Curver producten kunnen zonder problemen worden herverwerkt, waar mogelijk gebruikt Curver deze herwonnen grondstoffen voor hun eigen producten.

## Vernieuwingen
Eind jaren negentig startte met de 2k-productietechnologie voor huishoudelijke artikelen, waarmee het mogelijk is producten te maken uit twee verschillende materialen. Met deze techniek produceert Curver onder meer hermetisch afsluitbare vershouddozen en keukenmaterialen met een antislipprofiel.
Sinds 2007 gebruikt Curver ook in mould labeling (IML). Een folie met bedrukking wordt daarbij meegespoten in het product. Hiermee kunnen producten als dozen en afvalbakken bedrukt worden met decoraties. Het is met deze techniek mogelijk om kunststofproducten desgewenst een metaalachtig uiterlijk te geven.